# SLAM alternative music magazine
Das SLAM alternative music magazine (kurz SLAM) ist ein deutschsprachiges, zweimonatlich erscheinendes Rockmusikmagazin, herausgegeben von der SLAM Media GmbH. Der Sitz der Redaktion befindet sich in Wien.
Gegründet wurde das Magazin 1994, damals noch als Fanzine, bestehend aus einigen zusammengehefteten Kopien. Das Motto lautet: „umfassender Inhalt statt oberflächlicher Berichterstattung“. Neben Kritiken zu Tonträger-Neuveröffentlichungen bietet das SLAM zahlreiche Band-Interviews, Storys, Live-Reviews, Musikkolumnen sowie Vorstellungen von Videospielen, Büchern, Filmen, Comics und Hörbüchern. Daneben liegt dem Heft zumeist ein Poster und eine CD (manchmal auch eine DVD) bei.
Mit einer Auflagenstärke von 30.000 Stück bewegt sich das SLAM im Mittelfeld der wichtigsten Rockmusikmagazine im deutschsprachigen Raum. In den vergangenen Ausgaben setzte das Heft noch mehr auf eine breite Berichterstattung, indem sowohl Alternative-Bands wie Linkin Park, als auch die Metalcorer Parkway Drive, klassische Rockbands wie Europe oder auch traditionelle Heavy-Metal-Combos wie Portrait oder Ram berücksichtigt wurden.
Auf der Website finden sich regelmäßig Neuigkeiten aus der Welt der Musik, Interviews, Live-Reviews (inklusive Konzertfotos) sowie Rezensionen von Videospielen, Büchern, Filmen, Comics und Hörbüchern.
Neben der zweimonatlich erscheinenden Ausgabe fungiert das SLAM als Herausgeber der „Rock-Classics“-Sonderreihe, die komplette Bandgeschichten von Bands wie AC/DC, Iron Maiden oder Guns N’ Roses behandelt.
Das Magazin wird von Chefredakteur Thomas Sulzbacher und von Herausgeber und Geschäftsführer Bernhard Sengstschmid geführt. Unterstützend nimmt Bernhard Kleinbruckner die Rolle des stellvertretenden Chefredakteurs ein.